# Sarcodum bicolor
Sarcodum bicolor är en ärtväxtart som beskrevs av Adema. Sarcodum bicolor ingår i släktet Sarcodum och familjen ärtväxter. Inga underarter finns listade i Catalogue of Life.